# Banco Nacional do Egito
O Banco Nacional do Egito (NBE; em árabe: البنك الأهلي المصري) é o maior e mais antigo banco do Egito. Possui 338 sucursais no país, ativos de 366,6 bilhões de EGP, depósitos totais de 312,7 bilhões de EGP e empréstimos e adiantamentos totais de 114,7 bilhões de EGP.

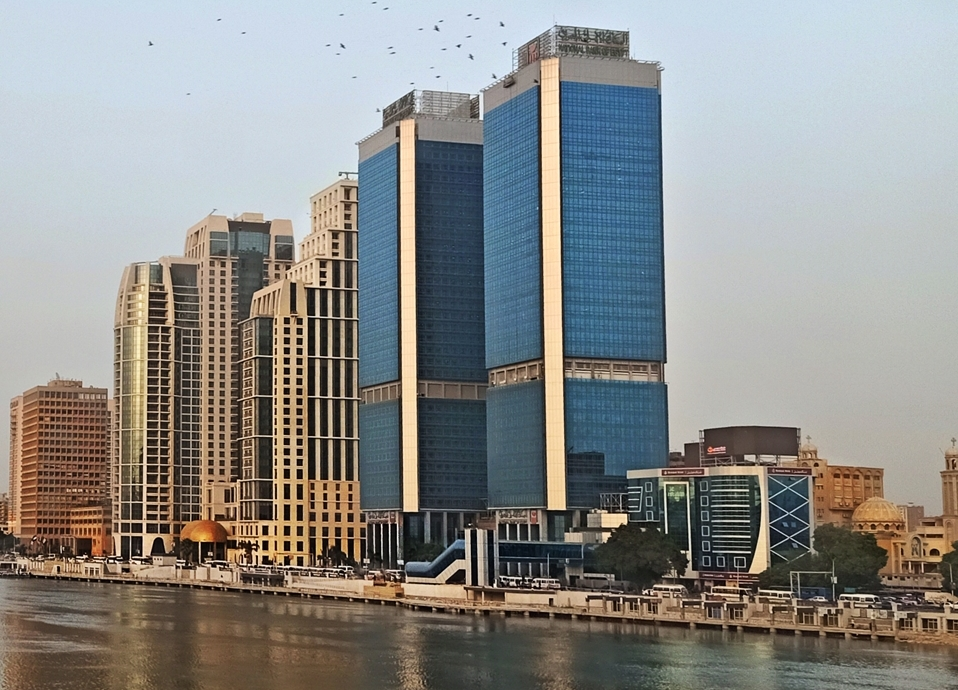
Banco Nacional do Egito.

Em 2007, o Banco Nacional do Egito representava 23% do total de ativos do sistema bancário egípcio, 25% do total de depósitos e 25% do total de empréstimos e adiantamentos. O NBE também financiou cerca de 24% do comércio exterior do Egito durante o ano. A NBE também responde por 74% do mercado de cartões de crédito e 40% dos cartões de débito no Egito.
A NBE possui uma subsidiária em Londres, o Banco Nacional do Egito (Reino Unido), filiais em Nova Iorque e Xangai e escritórios de representação em Joanesburgo e Dubai.
De acordo com a edição de julho de 2007 do Banker, em termos de ativos totais, o NBE ocupa o 226º lugar entre os 1000 maiores bancos mundiais e o 3º entre os bancos árabes.

## História
Em 1898, Sir Ernest Cassel (50% de propriedade), os três irmãos Joseph Suares (1837-1900), Raphael Suares (1846-1909) e Felix Isaac Suares (1844 - 1906), Moise Cattaui (25%) e Constantino Salvagos de Alexandria (25%) estabeleceu o Banco Nacional do Egito (NBE), embora Cassel permanecesse na Inglaterra. A NBE estabeleceu um escritório em Londres.

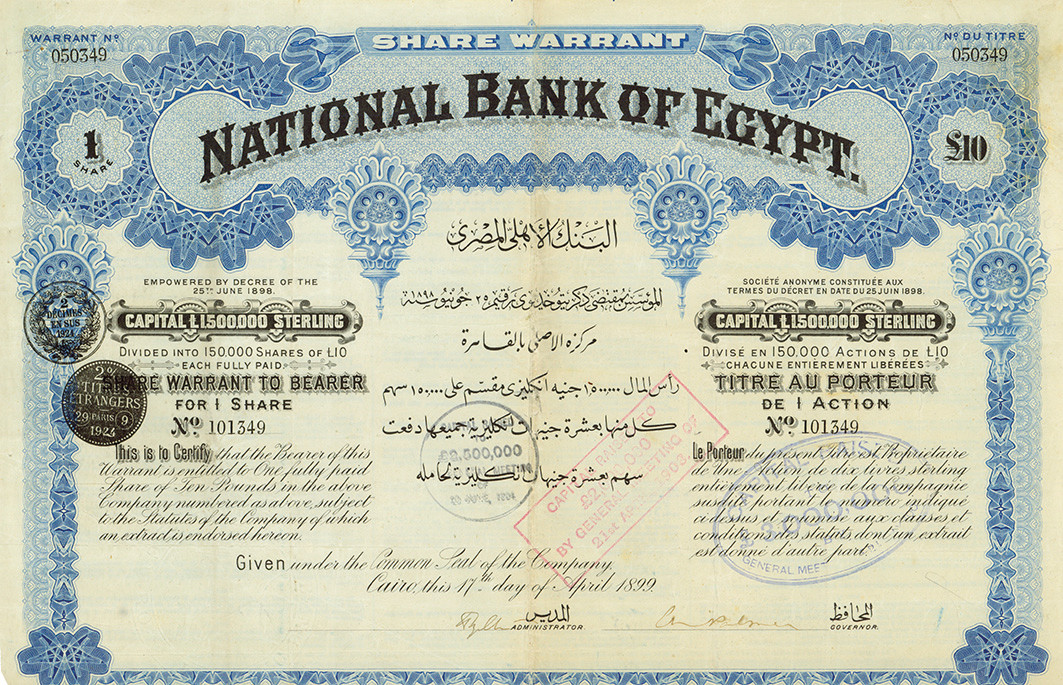
Garantia de ações do Banco Nacional do Egito, emitida em 17 de Abril de 1899

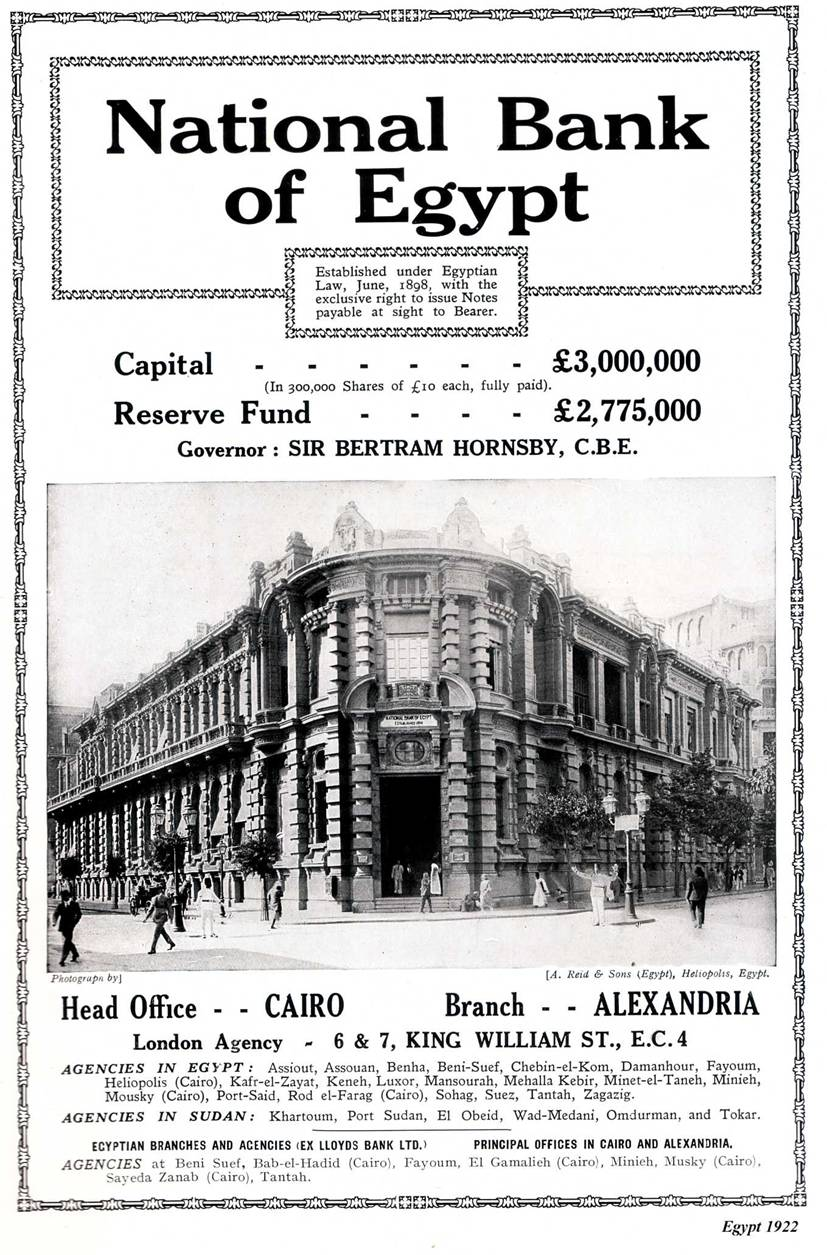
Um anúncio antigo para o Banco Nacional do Egito.

- 1901 — A NBE abriu uma filial em Cartum. Obteve uma posição privilegiada como banqueiro para e para o governo e atuou como banco central semioficial. Com o tempo, adicionou mais agências e filiais no Sudão.
- 1902 — A NBE estabeleceu o Banco Agrícola do Egito .
- 1906 — A NBE estabeleceu o Banco da Abissínia em Adis Abeba. O banco recebeu o monopólio de 50 anos e foi o agente fiscal do governo etíope e o único emissor de moeda.
- 1925 — O Lloyds Bank transferiu para a NBE as agências do Cairo e Alexandria que adquiriu com a compra da Cox & Co. em 1923 e do Banco da África Ocidental Britânica.
- 1931 — O Banco da Abissínia foi liquidado e o governo etíope estabeleceu o Banco da Etiópia para substituí-lo.
- 1936 — Banco Agrícola do Egito foi liquidado.
- 1940 — Todo o pessoal e o Conselho do banco eram em grande parte egípcios.
- 1951 — Um decreto deu ao NBE o status de Banco Central do Egito.
- 1957 — A Lei Bancária confirmou o status do NBE como Banco Central do Egito.
- 1959 — O governo do Sudão nacionalizou os ativos da NBE no Sudão, usando-os como base para o novo banco central, o Banco do Sudão.
- 1960 — O governo egípcio nacionalizou o NBE e criou um banco central separado.
- 1961 — O Citibank vendeu à NBE seus ativos e passivos egípcios. O Citibank havia entrado em 1955, mas foi forçado a sair pelo decreto de nacionalização.
- 1975 — O Chase Manhattan Bank (49%) e o Banco Nacional do Egito (51%) fundam o Commercial International Bank (CIB).
- 1976 — O NBE, juntamente com outros 19 bancos árabes e quatro americanos, estabeleceu o Arab American Bank como um banco atacadista que opera em Nova Iorque.
- 1982 — A NBE estabeleceu uma subsidiária no Reino Unido.
- 1987 — A Chase vendeu suas ações da CIB para a NBE e a CIB mudou seu nome para Commercial International Bank, SAE. A privatização parcial em 1993 e a emissão da RDA em 1996 reduziram a participação da NBE para 34%. A NBE estabeleceu um escritório de representação na África do Sul e uma subsidiária bancária em Londres, que assumiu os ativos e operações da subsidiária anterior da NBE e suas duas filiais na época.
- 2000 — A NBE estabeleceu uma agência em Nova Iorque para assumir os negócios do Arab American Bank.
- 2005 — A NBE adquiriu o Mohandes Bank, que havia sido estabelecido em 1979 como um banco comercial. Também adquiriu o Bank of Commerce and Development, conhecido como "Al Tigaryoon".
- 2006 — A NBE abriu um escritório de representação em Dubai.
- 2008 — A NBE atualizou seu escritório de representação em Xangai para uma filial.

## Prêmios
- Melhor Performance Bancária do Egito em 2016 pelo Prêmio Global Brands Magazine.[3]